# Przysłup (Basses-Carpates)
Pour les articles homonymes, voir Przysłup.
Przysłup est une localité polonaise de la gmina de Cisna, située dans le powiat de Lesko en voïvodie des Basses-Carpates.